# 隙間の神
隙間の神（すきまのかみ、英: God of the gaps）とは、現時点で科学知識で説明できない部分、すなわち「隙間」に神が存在するとする見方である。
この言葉は一般に軽蔑的に使われ、科学でまだ十分な説明ができない現象を神の御業であると仮定する傾向を直接的に批判するものである。「隙間の神」という言葉は、科学が自然現象を説明できる領域が増え、宗教的な説明が徐々に退却を余儀なくされている現状を表すものとしても用いられる。例えば、太陽、月、恒星、雷といった事象は元々は神が作り制御している領域に属するものとして宗教的に説明されていた。天文学、気象学、地質学、宇宙論、生物学といった領域での観測・観察によって科学的説明ができるようになると、それらの事象の超自然的説明は次第に追いやられ、知識におけるより狭い「隙間」に押し込められていった。

## 起源
この言葉を最初に使ったのは、19世紀の伝道者 ヘンリ・ドゥラモンド で、The Ascent of Man（1894年）でのことである。彼はその中で、科学で説明できない事柄を "gaps which they will fill up with God"（神が満たすであろう隙間）と称しているキリスト教徒を戒め、全ての自然を神とし、「内在的な神」の御業とすることを勧めた。「これは進化の神であり、古い神学における神のような時折奇跡を見せる神よりもずっと崇高である」
20世紀にはディートリヒ・ボンヘッファーが第二次世界大戦中ナチの監獄に収監されていたときに書いた手紙に似たような言葉がある。この手紙が後年になって公開された。ボンヘファーは例えば、「…我々の認識の不完全さのために神を隙間を埋めるものとして使うことがどれほど間違いであるか。知識の境界がますます押し広げられているとしたら（そして実際そうなっているはずだが）、神はそれに伴って押し戻され、継続的に退却中ということになる。我々は、未知の事柄の中ではなく、既知の事柄の中に神を見出すことになる」と書いている。
理論化学者 チャールズ・アルフレド・クールソン は1955年の著書 Science and Christian Belief でこの言葉を使い、若干の注目を集めた。その中で「科学が説明できない戦略的な場所を埋める「隙間の神」などというものは存在しない。何故なら、このような隙間は本質的に狭まっていくことを止められないからだ」と書いている。
Richard Bube は1971年の著書と1978年の論文でこの言葉を使った。特に Man Come Of Age: Bonhoeffer’s Response To The God-Of-The-Gaps (1971) で、この概念を丹念に検討した。Bubeは、科学の進化が容赦なく「隙間の神」を狭めていることが現代の信仰の危機の原因の1つであるとした。人類が自然について理解を深めるに連れて、それまで多くの人や宗教が神の領域と見なしていたがどんどん小さくなっていく。Bubeは、ダーウィンの『種の起源』が隙間の神への「弔いの鐘」だったとしている。また、彼は隙間の神は聖書における神とは違うものだとしている（つまり彼は神の非存在を論証したのではなく、現代の知識の隙間に神が存在するという認識の根本的問題を指摘した）。

## 論証の種類を指しての用法
「隙間の神」論法 (God-of-the-gaps argument) は、無知に訴える論証の一種であり、科学的に説明できない現象を神の存在の証拠とする論証である。一般に次のような形式に還元できる。
- 自然界のある現象を理解しようとしたとき、説明できない隙間が存在する。
- したがって、その原因は超自然的なものだ。

例えば、生命科学の分野に今も存在する隙間を神の存在の証拠とする論証の例として、「現代の科学は生命の起源を正確に説明できないから、そこには神が介在したに違いない」という主張がある。インテリジェント・デザインの信奉者はこのような論証を行っているとして、批判者に非難されている。
「隙間の神」論法について神学者は、神を科学の残したものに追放する効果があるとしている。すなわち、科学的知識が増えるにしたがって神の領域は減っていく。

## 批判
隙間の神という見方は、神を矮小化し、神の活動を「隙間」に限定するものとして批判されている。またその前提として、科学的に説明できる事象は神とは無関係だとする考えがある点も指摘されている。すなわち、神が直接何もしていないなら、神は全く何もしていない、という考え方である。
また、神が世界を作ったのなら科学ではその仕組みを解明できないはずだ、という前提がある点も批判されている。